# Alan Saldivia
Alan Gabriel Saldivia Vázquez (ur. 6 kwietnia 2002 w Riverze) – urugwajski piłkarz występujący na pozycji środkowego obrońcy, od 2023 roku zawodnik chilijskiego Colo-Colo.